# Tekenfilm

Kort tekenfilmpje

Een tekenfilm is een animatiefilm waarvan de afzonderlijke beelden getekend zijn.
Bekende tekenfilms zijn onder andere gemaakt door Walt Disney, Warner Brothers, Fleischer Studios en Studio Ghibli. 
Het is ook mogelijk om zelf een tekenfilm te maken. Dit kan met een blocnote. Op elke bladzijde van de blocnote dient men dan een eenvoudige tekening te maken die steeds iets verschilt van de voorgaande tekening. Als de bladzijden dan snel achter elkaar worden doorgebladerd is een korte tekenfilm te zien.

## Disney
Walt Disney is decennialang de koning van de tekenfilm geweest. De echte tekenfilm, gemaakt door met de hand te tekenen, is aan het begin van de eenentwintigste eeuw vrijwel helemaal verdwenen, en vervangen door films die gemaakt zijn met behulp van computers.
Veel van de latere concurrenten van Disney zijn in zijn studio begonnen. Zo zijn de DreamWorksstudio's begonnen door voormalige medewerkers van de Disney Company.
Een computeranimatiestudio, die nauw samenwerkt(e) met Disney, is Pixar Animation Studios.
Winnie de Poeh is de laatste tekenfilm uit de Disneystudio's, hoewel Disneystudio's hadden besloten om na Paniek op de prairie uitsluitend nog films via computeranimatie te maken. Ze hebben zich in de tussenliggende periode vooral beziggehouden met de marketing van tekenfilms, zoals Toy Story en Monsters & co. Deze films waren gemaakt door de Pixar Animation Studios.

## Andere tekenfilms
De Amerikaanse animatieserie Scooby-Doo haalde in september 2004 The Simpsons in qua aantal afleveringen. Met 335 afleveringen was de Simpsons de grootste, maar dit record is ingehaald toen de 350e aflevering werd uitgezonden.
Een beroemde tekenfilm is Waterschapsheuvel, met Bright Eyes van Art Garfunkel als soundtrack.
Underground-striptekenaar Robert Crumb gaf toestemming voor een verfilming van het levensverhaal van zijn stripheld Fritz the Cat (1972) door Ralph Bakshi.

## Doelgroep
Tekenfilms zijn niet beperkt tot een jeugdige doelgroep. Ook voor volwassenen is er een aanbod aan animatie, en is er zelfs een pornografisch genre. Ook is er het populaire genre anime, tekenfilms specifiek van Japanse bodem.